# David Sweat
David Paul Sweat est né le 14 juin 1980 à Binghamton dans l'État de New York. Ce criminel américain auteur de nombreux cambriolages et du meurtre d'un shérif adjoint est connu pour avoir participé avec Richard Matt à une célèbre évasion de l'établissement correctionnel de Clinton le 6 juin 2015 avant d'être finalement recapturé le 28 juin de la même année.

## Biographie

### Carrière criminelle
David Paul Sweat est né le 14 juin 1980 à Binghamton dans l'État de New York. Il a eu une enfance troublée, caractérisée par des tendances violentes. 
Après avoir été envoyé chez un oncle en Floride, il y a volé et détruit la voiture de sa tante avant d'être rapidement placé en famille d'accueil. 
Il commence sa carrière criminelle en étant passé devant un juge pour la première fois à l'âge de 16 ans, en 1996, pour tentative de cambriolage. L'année suivante, il entre pour la première fois en prison à la suite d'un nouveau cambriolage. Lors de son incarcération, au cours d'une fouille de sa cellule, les gardiens ont découvert sur lui des plans pour de futurs cambriolages. 
Le 4 juillet 2002, tôt le matin, Sweat Nabinger et Shawn Devaul, un autre complice ont cambriolé un magasin de feux d'artifice à Great Bend, en Pennsylvanie, et y dérobent des armes à feu. De retour à New York, ils ont été aperçus par Kevin Tarsia, un shérif adjoint. David Sweat lui a tiré dessus puis l'a renversé avec une voiture. Étant donné que Tarsia était malgré ses graves blessures toujours vivant, Sweat l'a tué en tirant à nouveau des coups de feu sur lui, cette fois-ci à la tête. Les trois complices ont  pris la fuite mais ont été arrêtés quelques jours plus tard. 
Durant leur procès, Sweat et Nabinger ont tous deux plaidé coupables de meurtre et ont tous deux été condamnés à la prison à perpétuité, sans possibilité de libération sur parole. Devaul, qui a coopéré avec les autorités, a été condamné à cinq ans de prison et à cinq ans de liberté surveillée.

### Évasion de l'établissement correctionnel de Clinton
Incarcéré à l'établissement correctionnel de Clinton, dans l'État de New York, David Sweat y planifie avec Richard Matt, un autre détenu, une tentative d'évasion. Durant plusieurs semaines, ils creusent des trous dans les murs du fond de leurs cellules. Ils sont aidés dans leur tentative par Joyce "Tillie" Mitchell, une couturière de la prison qui était l'amante des deux prisonniers. Elle a fait transmettre à Matt et Sweat des outils dissimulés dans de la viande surgelée. 
Dans la nuit du 4 au 5 juin 2015, les deux détenus passent par ces trous pour emprunter une passerelle et rejoindre les sous-sols de la prison. Sweat et Matt se sont ensuite introduits dans un dédale de tunnels et de canalisations, ce qui leur a permis d'arriver jusqu'à une bouche d'égout dans une rue proche de la prison avant de finalement prendre la fuite. Avant de partir, ils laissent dans le dédale un post-it comprenant un smiley souriant et un message "Bonne journée". Ils laissent derrière eux du poivre pour empêcher les chiens de retrouver leur piste. David Sweat et Richard Matt sont les deux premiers prisonniers à réussir à s'évader du quartier de très haute sécurité de l'établissement correctionnel de Clinton. 
1300 officiers de police ont été mobilisés pour les retrouver. Le 26 juin 2015, à Malone, dans l'État de New York, Matt est repéré en état d'ivresse par des policiers. Sommé de se rendre, le fugitif refuse et les policiers l'abattent de trois balles dans la tête. 
Le 28 juin, sur une route de Constable, dans l'État de New York, David Sweat est repéré vêtu d'une tenue de camouflage par un policier patrouillant seul. En tentant de s'enfuir, le détenu est touché de deux balles au torse et est conduit vers un hôpital. 

## Après l'évasion
Après avoir reçu des soins médicaux, David Sweat a été transféré dans l'établissement correctionnel de Five Points, situé dans le comté de Seneca, dans l'État de New York.
Le février 2016, Sweat est condamné pour évasion à une peine de sept à quatorze ans de prison, bien qu'il soit déjà condamné à une peine de prison à vie sans possibilité de libération sur parole.
En 2019, il est de nouveau transféré dans une autre prison de haute sécurité, le centre correctionnel de Wende, près de Buffalo.

## Dans la culture
La mini-série américaine Escape at Dannemora, sortie en 2018, est inspirée de l'évasion de Sweat et Matt en 2015. David Sweat y est interprété par Paul Dano et Richard Matt par Benicio del Toro. Sweat a fortement critiqué cette mini-série, la jugeant très éloignée de la réalité, en particulier sur le meurtre de Kevin Tarsia (qu'il prétend n'avoir jamais commis) et sur ses relations avec la couturière l'ayant aidé à s'évader (avec qui il prétend n'avoir jamais eu de rapports sexuels, comme cela est montré dans le film).